# PRIDE 29
PRIDE 29: Fists of Fire fue un evento de artes marciales mixtas producido por PRIDE Fighting Championships, celebrado el 20 de febrero de 2005 en el Saitama Super Arena de Saitama.